# Граньєна-да-лас-Гаррігас
Граньє́на-да-лас-Гаррі́гас (кат. Granyena de les Garrigues, вимова літературною каталанською [gɾəɲεnə də łəs ga'riɣəs]) — муніципалітет, розташований в Автономній області Каталонія, в Іспанії. Код муніципалітету за номенклатурою Інституту статистики Каталонії — 251057. Знаходиться у районі (кумарці) Гарригас (коди району — 18 та GG) провінції Льєйда, згідно з новою адміністративною реформою перебуватиме у складі Західної баґарії (округи).